# Efecto del siguiente en la fila
El efecto del siguiente en la fila (next-in-line effect) es un fenómeno que intenta explicar la incapacidad de una persona para recordar información sobre eventos que ocurrieron inmediatamente antes de su turno en una actividad.
Malcolm Brenner en 1973 fue el primero en estudiar este efecto de forma experimental. En sus experimentos, los participantes debían leer en voz alta y por turnos una palabra  escrita en una tarjeta, y después de 25 palabras se les pedía que recordaran tantas palabras como les fuera posible. Los resultados arrojaron que las palabras leídas en voz alta aproximadamente nueve segundos antes del propio turno eran más difíciles de recordar para los participantes.
La causa del efecto del siguiente en la fila parece ser un déficit de la codificación de la información percibida antes de realizar una actividad; es decir, la información no logra almacenarse en la memoria a largo plazo y, por ende, no se puede recuperar posteriormente después de la realización de la actividad. Uno de los hallazgos que sustentan esta teoría es que si se solicita antes a los participantes que presten atención a los eventos que anteceden a su turno de hablar, se puede evitar este déficit de memoria e incluso se puede producir una sobrecompensación, lo que permite que las personas recuerden los eventos antes de su turno de mejor manera que los otros.
Además, el efecto del siguiente la fila no parece estar relacionado con el temor a la evaluación negativa. Ambos grupos de personas, con bajos y altos niveles de ansiedad, son susceptibles a padecer de un déficit de memoria.